# 亞畢諾道

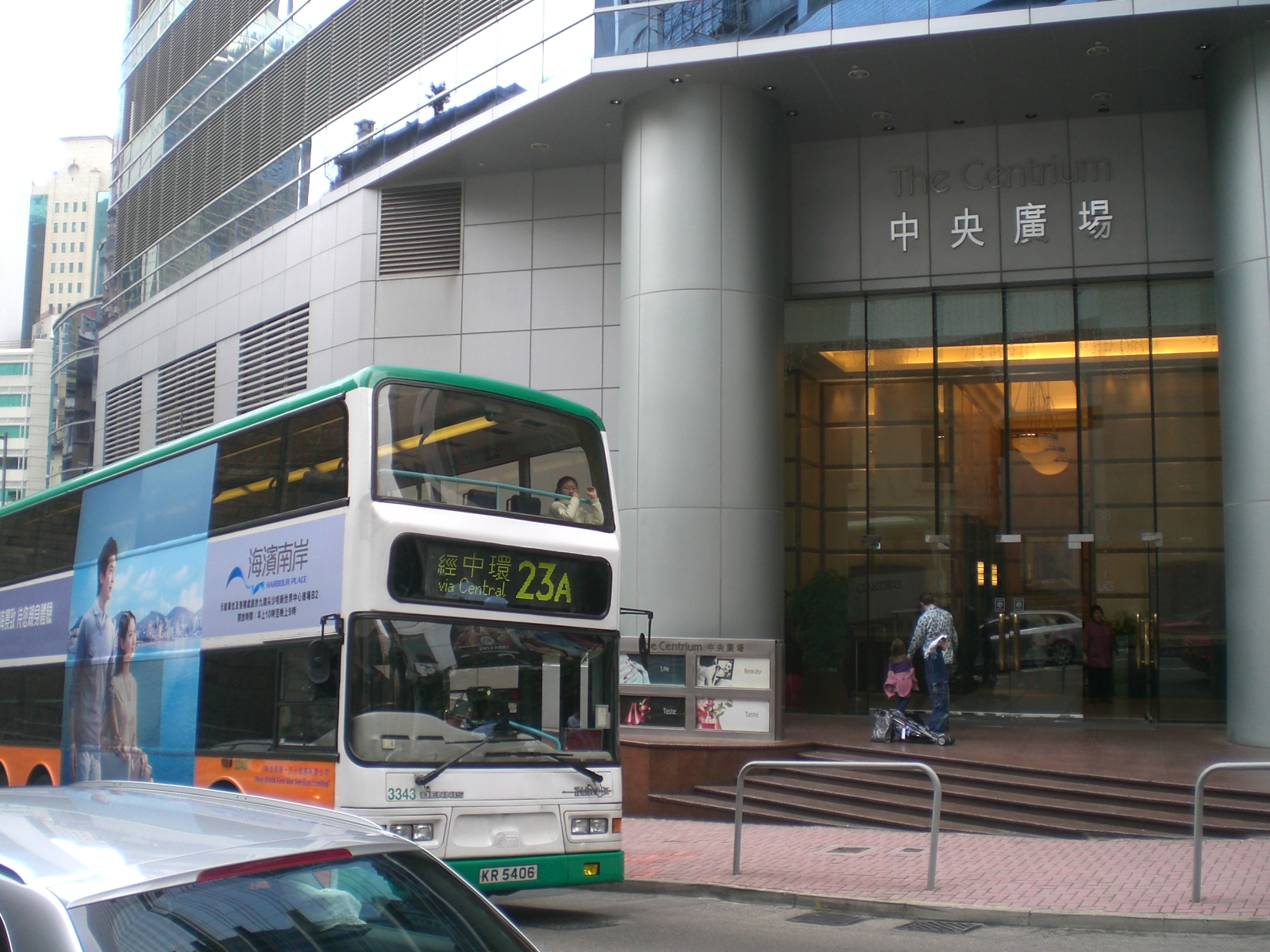
亞畢諾道2A，中央廣場

亞畢諾道（英語：Arbuthnot Road），是香港島上的一條下山坡的街道，上接半山區的堅道、上亞厘畢道及己連拿利交界，下接中環荷李活道之東端，及雲咸街之西端的交匯點。
亞畢諾道的街名源自亞畢諾家族成員，在港英年代，他曾經為香港服務。

## 鄰近
- 香港明愛
- 上亞厘畢道
- 己連拿利
- 前中央裁判司署

## 外部連結
- 香港法定古跡，前中央裁判司署

22°16′46.4556″N 114°9′17.568″E / 22.279571000°N 114.15488000°E